# Rewolucja kubańska
Rewolucja kubańska – trwająca w latach pięćdziesiątych XX wieku rewolucja przeciwko dyktaturze Fulgencio Batisty na Kubie.

## Historia
Pierwszą próbą zbrojnego powstania przeciwko rządom generała Fulgencio Batisty była akcja z lipca 1953 roku. Wówczas grupa młodzieży, której przewodził Fidel Castro zaatakowała koszary Moncada w Santiago de Cuba. Castro został aresztowany. Wolność odzyskał po amnestii z 1955 roku. Wyemigrował do Meksyku gdzie wraz z innymi uczestnikami ataku zorganizował Ruch 26 Lipca (M-26). Program grupy głosił hasła rewolucji demokratycznej i narodowej, obalenia dyktatury, przeprowadzenia reformy rolnej i organizacji powszechnych wyborów. Pod względem ideologicznym odwoływał się do radykalnie nacjonalistycznej ideologii José Martí.
Do ponownej akcji zbrojnej przeciwko reżimowi doszło w grudniu 1956 roku. Wówczas Castro i sformowany w Meksyku oddział dysydentów wylądował na Kubie na jachcie „Granma”. Pokonany przez siły rządowe, wraz z niewielką grupą bojowników schronił się w górach Sierra Maestra, gdzie powołał Armię Powstańczą. Na wiosnę 1957 roku liczebność partyzantki wzrosła, aktywizacji uległy również inne grupy opozycji. 13 marca tego roku Dyrektoriat Rewolucyjny bez powodzenia zaatakował Pałac Rządowy, celem zabicia prezydenta. We wrześniu w Cienfuegos doszło do buntu załogi bazy marynarki wojennej. W przeciągu roku Armia Powstańcza skonsolidowała się w górach, a struktury Ruchu 26 Lipca przystąpiły do intensywnych akcji bojowych w miastach. Po porażce strajku generalnego z 9 kwietnia 1958 roku Castro i komendanci Armii Powstańczej przejęli pełnię władzy w M-26. Na wiosnę 1958 roku partyzanci odparli natarcie 10 tysięcy żołnierzy odnosząc zwycięstwo nad nimi w bitwie pod El Jigüe. Licząca 800 bojowników Armia Powstańcza przeszła do kontrofensywy. Do rewolucji dołączyli komuniści, którzy zawiązali sojusz z lewicowym skrzydłem M-26.
We wrześniu 1958 roku kolumna dowodzona przez Che Guevarę zeszła z gór i ruszyła na zachód kraju. W październiku z kolei oddziały Castro rozpoczęły ofensywę i ruszyły w stronę Hawany (uprzednio zajmując Las Villas). 20 października Castro wydał dekret powstańczy o reformie rolnej. 3 listopada tego samego roku M-26 zaapelowało o bojkot wyborów powszechnych, co zostało masowo przyjęte przez społeczeństwo. 1 stycznia następnego roku kolumna Guevary zdobyła miasto Santa Clara. Oddziały Che wzięły do niewoli 3500 żołnierzy i utorowały siłom Castro drogę do stolicy. Jeszcze tego samego dnia Batista i inni przywódcy reżimu uciekli z kraju. W obliczu próby przejęcia władzy przez wojsko Castro rozkazał Armii Powstańczej uderzenie na Santiago de Cuba i Hawanę oraz wezwał do strajku generalnego. 2 lutego Camilo Cienfuegos prowadzący do walki 500 partyzantów zajął ogarniętą przez strajk stolicę. Przejęcie stolicy odbyło się bez walki, a tamtejszy garnizon natychmiastowo skapitulował.
16 lutego 1959 roku Castro objął stanowisko premiera. W lipcu formalnie władza przeszła w ręce Castro i Armii Powstańczej. Rząd rewolucyjny został uznany przez państwa socjalistyczne, a także Stany Zjednoczone, Francję i Wielką Brytanię. Rząd ten w 1960 roku znacjonalizował gospodarkę, wywłaszczając przy tym przedsiębiorstwa należące do kapitału amerykańskiego. Kraj opuścili oponenci polityczni Castro. 15 kwietnia 1961 roku Castro proklamował socjalistyczny charakter rewolucji kubańskiej.